# NGC 3526
NGC 3526 est une galaxie spirale vue par la tranche et située dans la constellation du Lion. NGC 3526 a été découverte par l'astronome allemand Albert Marth en 1865. Cette galaxie a aussi été observée par l'astronome américain Edward Singleton Holden le 27 avril 1881 et elle a été inscrite au catalogue NGC sous la désignation NGC 3531.

## Caractéristiques
La classe de luminosité de NGC 3526 est III et elle présente une large raie HI.

### Distance
Sa vitesse par rapport au fond diffus cosmologique est de 1 779 ± 25 km/s, ce qui correspond à une distance de Hubble de 26,2 ± 1,9 Mpc (∼85,5 millions d'al). 
À ce jour, 13 mesures non basées sur le décalage vers le rouge (redshift) donnent une distance de 27,085 ± 13,458 Mpc (∼88,3 millions d'al), ce qui est à l'intérieur des valeurs de la distance de Hubble.

### Galaxie isolée
NGC 3526 est une galaxie du champ, c'est-à-dire qu'elle n'appartient pas à un amas ou un groupe et qu'elle est donc gravitationnellement isolée.

## Supernova
La supernova SN 1995H été découverte  dans NGC 3527 le 24 février 1995 par l’astronome américain Jean Muller de l'observatoire Palomar. Cette supernova était de type II.